# انعام‌الحق (بازیکن فوتبال)
انعام‌الحق (بنگالی: এনামুল হক؛ زادهٔ ۱ نوامبر ۱۹۸۵) بازیکن فوتبال اهل بنگلادش بود.
از باشگاه‌هایی که در آن بازی کرده است می‌توان به باشگاه فوتبال آباهانی داکا اشاره کرد.
وی همچنین در تیم‌های ملی فوتبال زیر ۲۳ سال بنگلادش و بنگلادش بازی کرده است.
وی در مسابقات کشوری و بین‌المللی در مجموع برندهٔ ۱ مدال طلا شده است.